# 10249 Harz
10249 Harz (9515 P-L) là một tiểu hành tinh vành đai chính được phát hiện ngày 17 tháng 10 năm 1960, bởi C. J. van Houten và I. van Houten-Groeneveld ngày Palomar Schmidt plates taken bởi T. Gehrels.
Nó được đặt theo tên Harz Mountains in Germany.